# Provincia de Arani
La provincia de Arani es una provincia boliviana que se encuentra en el departamento de Cochabamba, a 60 km del centro de la misma, tiene como capital provincial a Arani. Tiene una superficie de 506 km² y una población de 18 444 habitantes (según el Censo INE 2012).

## Historia
El 24 de noviembre de 1914, durante la presidencia de Ismael Montes, se decretó que la provincia de Punata fuese dividida en dos, creando de esta forma la provincia de Arani, cuyo territorio comprendía la segunda y tercera sección municipal (actualmente llamado municipio) de la antigua provincia. Se ordenó que la provincia de Arani se dividiese en dos municipios, estableciendo también que la capital provincial fuese la población de Arani en el municipio homónimo. El idioma que se practica, además del castellano también es el quechua.
Arani es una provincia rica en turismo.

## Geografía
La provincia es una de las 16 provincias que componen el departamento de Cochabamba. Tiene una superficie de 506 km², lo que representa un 0,90 % de la superficie departamental. Limita al norte con la provincia de Tiraque, al sur con la provincia de Mizque, al este con la provincia de Carrasco y al oeste con la provincia de Punata.
Arani posee un clima templado y agradable en el valle, y frío en la parte alta.

## Demografía
De acuerdo con el censo boliviano de 2024, la población de la provincia de Arani es de 19 836 habitantes.
La población de la provincia ha disminuido aproximadamente una quinta parte en las últimas tres décadas:
| Año  | Habitantes | Fuente |
| ---- | ---------- | ------ |
| 1992 | 23 331     | Censo  |
| 2001 | 24 053     | Censo  |
| 2012 | 18 444     | Censo  |
| 2024 | 19 836     | Censo  |

## Municipios
La provincia de Arani está compuesta de 2 municipios, los cuales son:
- Arani
- Vacas

## Gastronomía
Arani es conocida como la tierra del pan. En esta región se sirven platos típicos del lugar, como arveja uchú y pescado, acompañado de las bebidas típicas del valle en sus dos colores, la chicha kulli y amarilla.
También se tiene platos de charque, chhanqa de pollo y conejo, chicharrón de cerdo y de pollo y escabeche.